# 楠本まき
楠本 まき（くすもと まき、1967年7月15日 - ）は、日本の漫画家。和歌山県出身。ロンドン在住。お茶の水女子大学哲学科中退。妹は楠本亜紀。

## 来歴
1984年、和歌山県立田辺高等学校在学中に、『週刊マーガレット』（集英社）誌上にて『お気に召すまま』でデビュー。
1988年より『週刊マーガレット』、後に『マーガレット』誌上で連載された『Kissxxxx』が、ファンの多くを獲得する代表作となる。耽美的、退廃的な世界観、艶麗な絵柄が特徴。2001年ごろからイギリス、日本の両方を拠点として執筆活動を続けており、単行本『ロンドン A to Z』、『FEEL YOUNG』（祥伝社）の不定期掲載エッセイコミック『A国生活』などはイギリスをテーマにした作品である。2009年2月号より『コーラス』→『Cocohana』（同）誌にて、前作から7年ぶりの連載となる『赤白つるばみ』を執筆。
2019年、デビュー35周年を迎え、『Cocohana』にて読み切り『続・火星は錆でできていて赤いのだ』を発表。

## 作品リスト

### 単行本
- 青の解放
- HOT HOT HOT
- KISSxxxx 全5巻
- T.V.eye
- Kの葬列 全2巻
- 乾からびた胎児
- 致死量ドーリス
- いかさま海亀のスープ
- The complete reprinted issue of kissxxxx（※Kissxxxxの愛蔵版）
- 戀愛譚
- 悲劇的/その他卵に関する小編
- エッグノッグ
- 楠本まき選集 全5巻（※1989年から2004年までの作品からの自選集）
- ドはドリーのド
- Kissxxxx 全3巻（※Kissxxxxの文庫版[1]）
- ロンドン*トレジャーハント&ロンドンからの小さな旅（2012年7月6日発売、祥伝社）
- A国生活（『FEEL YOUNG』2005年 - 2013年連載[4]、2014年8月8日発売[5]、祥伝社、フィールコミックス）
- 赤白つるばみ（『コーラス』2008年2月号[6] - 2009年8月号[8]、2010年1月号[9] - 、『Cocohana』2012年8月号[10] - ）上下巻
- 赤白つるばみ・裏（2020年7月22日発売[11]） - 『赤白つるばみ』の続編[11]
  - 「火星は錆でできていて赤いのだ（『Cocohana』2012年6月号掲載[12]）」、前後編[7]「続・火星は錆でできていて赤いのだ」（『Cocohana』2019年6月号[7]、2019年7月号掲載）併録[11]
- Kの葬列 愛蔵版 ＜楠本まきコレクション＞（2021年11月29日発売[13]）

### 読み切り・単行本未収録
- 歌舞伎入門エッセイ（『コーラス』2011年1月号別冊付録『絢爛歌舞伎絵巻』[14]）
- ロンドンから5時間以内（『Cocohana』2020年8月号[3] - 2021年2月号、2025年7月号[15] - ）

### エッセイ・その他書籍
- 耽美生活百科
- ロンドン A to Z
- 線と言葉・楠本まきの仕事（2021年6月発売[16]）

### 翻訳された作品
- Dolis（※致死量ドーリス/英語版）
- Dolis（※致死量ドーリス/仏語版）
- maki kusumoto anthology 全5巻（楠本まき選集/韓国語版）

### その他
- VIDEO Kissxxxx（※Kissxxxxの映像作品）
  - 『Kissxxxx』のコンピレーションCDもUKプロジェクトからリリース。
- 楠本まき第一画集/Two Decades
- ZI:KILLの『CLOSE DANCE』（1990年）のアルバム・ジャケットにイラストを提供（発売元はエクスタシーレコード）。
- 『コーラス』2011年9月号別冊付録『和こーらす』 - 寄稿[17]
- 漫画家使用画材アンケート（『季刊エス』2013年7月号[18]） - 参加
- 『漫画家、映画を語る。─9人の鬼才が明かす創作の秘密』2015年5月25日発売[19]、フィルムアート社 - インタビュー収録[19]
- いくえみ作品のここが好き！特集（『ダ・ヴィンチ』2017年5月号[20]） - イラストと文章寄稿[20]
- 上條淳士『To-y』トリビュート本『Tribute To To-y』（2020年11月27日発売[21]） - 参加
- 映画『リトル・ガール』イラストとコメント寄稿（2021年10月[22]）
- 「『コロナ禍日記』、一年後」企画（『生活考察』Vol.08、2021年12月22日発売[23]、タバブックス）

## エキシビション
- 1998年「いかさま海亀のスープ」展
- 2002年「悲劇的/その他卵に関する小編」展
- 2003年「Two Decades」展
- 2021年「線と言葉・楠本まきの仕事」展 - 京都府京都国際マンガミュージアムにて6月10日から8月30日まで開催[16]

## 出演

### ウェブ番組
- ポリタスTV（YouTube、2022年11月22日）